# Scott Hastings
Scott Hastings (Edimburg, 4 de desembre de 1964) és un ex-jugador de rugbi i periodista escocès.
Hastings va disputar 65 partits amb Escòcia entre el 1986 i el 1997. Scott és el germà més jove de Gavin Hastings; junts van debutar amb la selecció el 17 de gener de 1986 contra França. Quan es va retirar era el jugador escocès amb més partits fins llavors. També fou dues vegades membre dels British Lions, el 1989 a Austràlia i el 1993 a Nova Zelanda, on va acabar amb un pòmul destrossat i no va poder jugar contra els All Blacks.
Tot i que de vegades semblava viure sota l'ombra del seu germà Gavin, Scott Hastings és un dels jugadors més grans de la història del rugbi escocès.
Després de la seva carrera esportiva, Scott s'ha dedicat al periodisme; ha estat presentador convidat al programa de la STV The Hour en algunes ocasions; el primer cop el novembre de 2009, juntament amb Michelle McManus. 
Fou co-comentarista per la cobertura d'ITV del Copa del Món de 2011. El 10 de juliol de 2014 va debutar com a comentarista polític al programa Question Time de la BBC.